# Historia de Portugal (1834-1910)
El periodo de 1834 a 1910 de la Historia de Portugal es de grandes trasformaciones tanto en la política como en la economía. Una vez caído el régimen absolutista (miguelista), la política portuguesa del siglo XIX está influenciada por las ideas liberales. Los liberales formaban un grupo heterogéneo que solo trabajó unido para acabar con el absolutismo, pero las discrepancias entre las distintas tendencias ideológicas continuaron. Había liberales moderados y liberales progresistas enfrentados respecto a la nueva constitución política de Portugal. Mientras que los progresistas, llamados septembristas,  querían volver a implantar la Constitución de 1821, los moderados, llamados cartistas, querían imponer la Constitución de 1826, cuya denominación oficial era la de Carta Constitucional.

## La reina María II

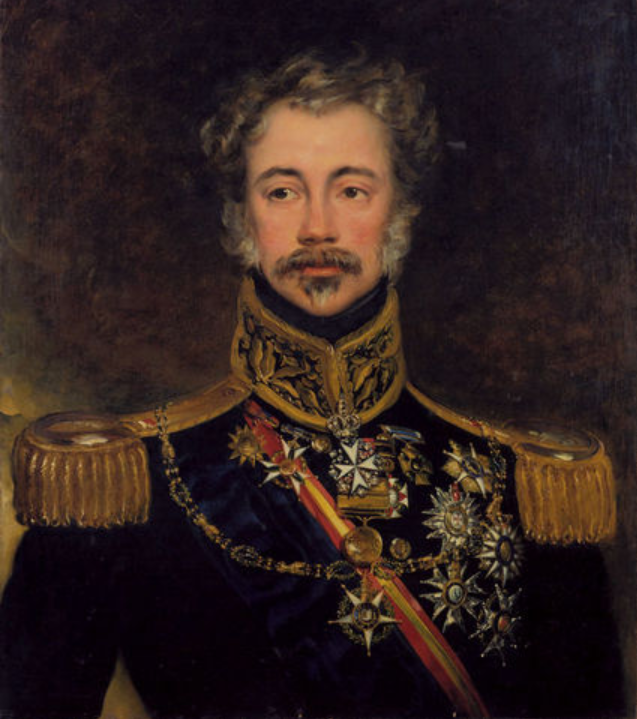
João Carlos Gregório Domingos Vicente Francisco de Saldanha Oliveira y Daun.

### Gobierno de los Cartistas (1834-1836)
La reina María II era favorable a los cartistas. Entre 1834 y 1836 nombró gobiernos conservadores. Los primeros ministros de esa época fueron los héroes de la pasada guerra civil (1828-1834), el marqués de Saldanha (1790-1876), el duque de Terceira y el Marqués de Palmela (Pedro de Sousa Holstein). Los liberales de tendencia conservadora  llevaron a cabo reformas para cambiar la legislación absolutista. Se reorganizó la administración y la justicia según el modelo napoleónico; los monopolios mercantiles y las grandes corporaciones fueron abolidas; las órdenes religiosas fueron disueltas, y el patrimonio de la Iglesia se nacionalizó y se vendió para mejorar las finanzas del Estado. De esta forma nació una nueva clase social poseedora de grandes patrimonios. Se mantuvo una fuerte oposición a la Iglesia y los obispos partidarios del depuesto rey Miguel I fueron cesados. Los gobiernos cambiaron rápidamente debido a los escándalos internos así como a la resistencia de los septembristas.

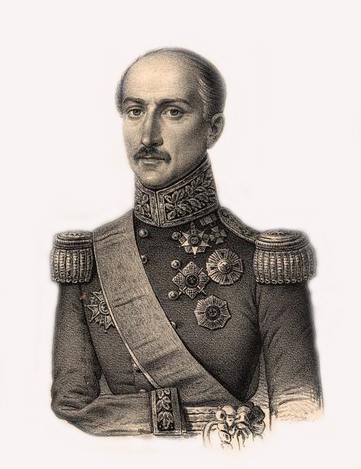
Marqués de Sá da Bandeira.

### Septembristas en el poder (1836-1842)
En 1836 unas elecciones amañadas que dan la victoria a los Cartistas provoca la revuelta de los septembristas. En contra de sus interés, la reina tuvo que entregarles el poder. Los políticos más destacados del nuevo gobierno fueron Manuel da Silva Passos y el Marqués de Sá da Bandeira (1795-1876). Al nuevo gobierno septembristas se oponían los conservadores discretamente apoyados por la reina. Hubo revueltas los años 1836, 1837 y 1838.
A pesar de todo, los septembristas llevaron a cabo importantes reformas, entre ellas la educación, el sistema  fiscal o la abolición de la esclavitud. Se crearon instituciones que perduran como la Academia de Bellas Artes y el Teatro Nacional Doña María II. La base del sistema fiscal actual fue obra de aquellos. La esclavitud, que había sido abolida en la metrópolis, fue abolida también en las colonias. En 1837 hubo elecciones para cortes constituyentes que dan lugar a la Constitución portuguesa de 1838, de contenido más democrático.
A partir de 1840 decrece la influencia septembrista y la reina, según su deseo de tener a alguien de su confianza en el gobierno, nombró al conservador António Bernardo da Costa Cabral ministro de justicia.

### El Cabralismo (1842-1846)

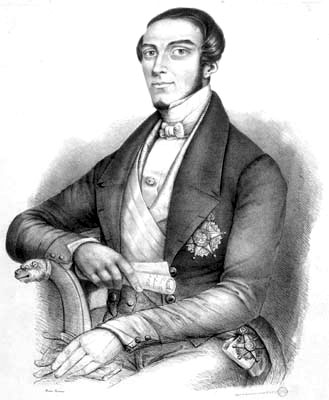
António Bernardo da Costa Cabral, Marqués de Tomar.

La escena política de los años 1842 hasta 1846 está vinculada a la figura de António Bernardo da Costa Cabral, el que luego sería nombrado Marqués de Tomar. Es el periodo del cabralismo. Costa Cabral, ministro de justicia desde 1840, dio un golpe de Estado en 1842 que terminó con el último gobierno septembrista. Derogó la constitución de 1838 y restauró la Constitución portuguesa de 1826. Gobernó el país modos autoritarios hasta 1846 y suprimió algunas de las reformas de los gobiernos anteriortes. La valoración de la gestión de Cabral en el gobierno aún es motivo de disputas entre los historiadores portugueses.

### Guerra Civil y Restauración (1846-1851)
El descontento general con la dictadura de Costa Cabral provocó en 1846 el levantamiento conocido como la Revolución de Maria da Fonte que terminó con el mandato del dictador. La reina, con sumo pesar, le destituyó. Al poco nombró otro gobierno conservador encabezado por el Duque de Saldaña (1790-1876). Los septembristas formaron en Oporto un gobierno paralelo. Esto provocó la guerra civil. Inicialmente, el gobierno no pudo sofocar las revueltas en el norte del país, por lo que tuvo que solicitar ayuda del Reino Unido y España y para poner fin a la guerra en 1847.
Tras la guerra civil, la política portuguesa entró en una fase de tranquilidad. Los cartistas y los septembristas dieron lugar a los nuevos partidos políticos: El Partido Regeneracionista (conservador) y el Partido Histórico (progresista). Las discrepancias entre ambos partidos tendieron a solventarse por medios políticos en vez de recurrirse al levantamiento militar. Los gobiernos conservadores se sucedieron hasta 1856, mayormente presididos por el duque de Saldaña, primer ministro en varias legislaturas. Costa Cabral volvería a ser jefe de gobierno entre 1849 y 1851.

## Casa Sajonia-Coburgo y Gotha, los últimos reyes portugueses

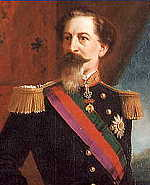
Fernando II, de la familia noble alemana Sajonia-Coburgo-Gotha.

En 1853 murió la reina María II (1819-1853), de 34 años, después de dar a luz a su undécimo hijo. María II fue la última monarca de la Casa de Braganza. A María II le sucedió su hijo Pedro V (1837-1861), menor de edad, de modo que su padre Fernando II tuvo que asumir la regencia. El príncipe Fernando II (1816-1885), casado con Maria en 1836, fue el primer monarca portugués de la Casa de Braganza Sajonia-Coburgo y Gotha. En 1855 Pedro, mayor de edad, fue nombrado rey.

### Rotativismo
En Portugal se instauró una monarquía parlamentaria que devino en oligárquica. Los políticos del Partido Regeneracionista o del Partido Histórico tenían el apoyo de la burguesía adinerada. Se creó un sistema de turnos en el gobierno, llamado en Portugal Rotativismo, gobernaban siempre los mismos partidos pero turnándose en el poder. Cuando un partido no tenía apoyos suficientes para seguir gobernando, el monarca nombraba jefe de gobierno al líder de la oposición. Una vez formado el nuevo gobierno, el monarca disolvía el Parlamento para asegurar que el nuevo gobierno tuviese respaldo parlamentario. Se amañaban las elecciones, fácil de conseguir por lo reducido del censo. Con este sistema los grandes partidos se fueron sucediendo en el gobierno, intentándose siempre que estuvieran cada uno el mismo tiempo.

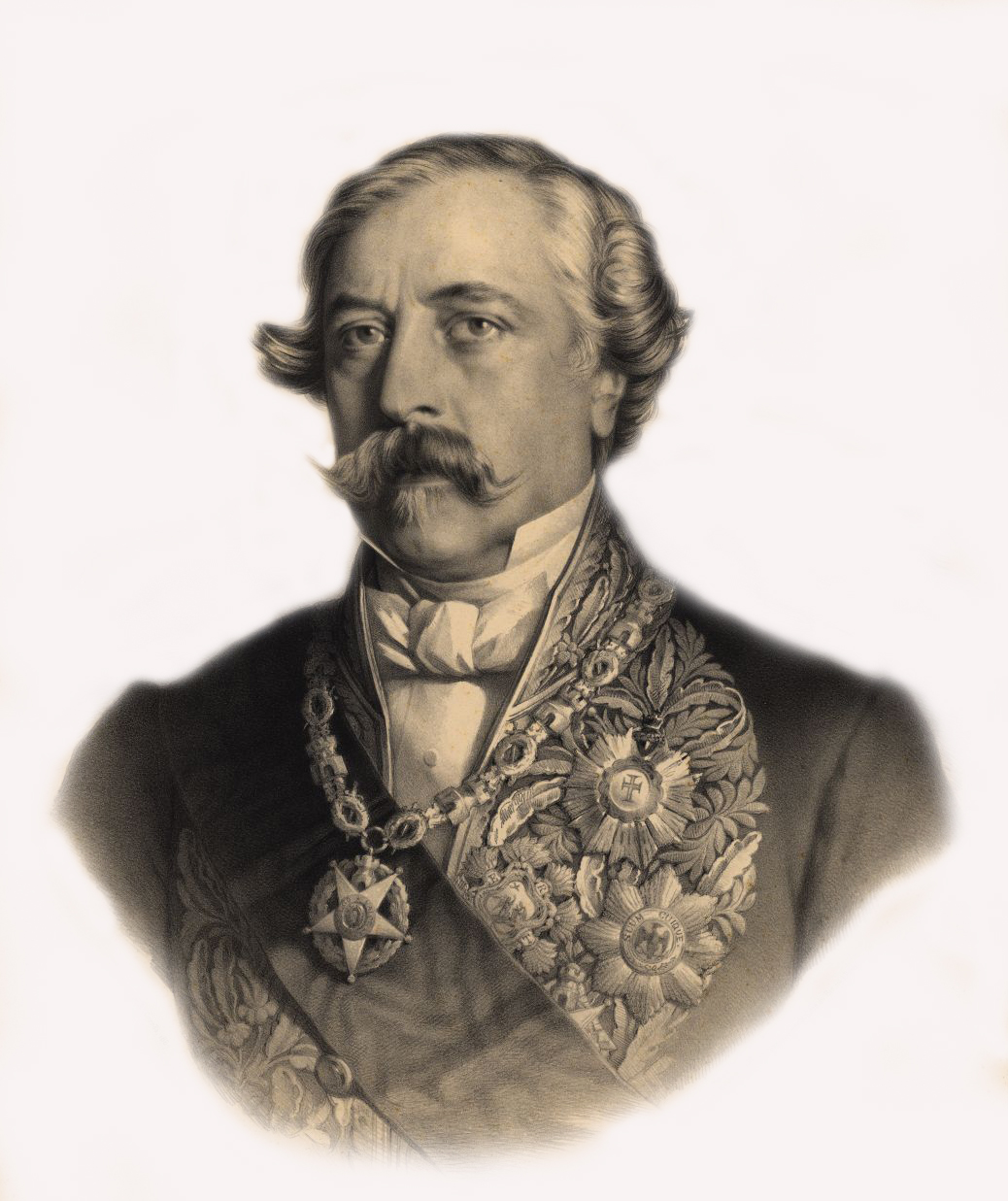
Duque de Loulé.

El turnismo (Rotativismo) comenzó cuando el nuevo rey, Pedro V, nombró primer ministro al Duque de Saldaña, gobierno al que siguió el del setembrista Duque de Loulé, presidente del Partido Histórico. Los septembristas estaban fuera del poder desde 1842, cuando la dictadura de Costa Cabral. El gobierno del Duque de Loulé duró hasta 1859. Luego vinieron los gobiernos del Partido Regeneracionista (con el Marqués de Terceira, y Joaquim António de Aguiar) y después, de nuevo, el partido Progresista.
El reinado de Pedro V terminó trágicamente en 1858 (o románticamente). Cuando murió la reina consorte, Estefanía de Hohenzoller (1837-1859), el rey cayó en una profunda depresión. A causa de una epidemia de fiebres, el rey más amado del pueblo, murió en 1861, con solo 24 años. La muerte de otros dos hermanos de Pedro dejó como heredero del trono a Luis I (1838-1889), el último hijo vivo de la Reina María II.
Entre 1865 y 1868 gobernó una gran coalición de los dos partidos, bajo el mandato de Joaquim António de Aguiar. Debido al aumento de los impuestos, a principios del año 1868, hubo varias revueltas en Lisboa. El gobierno quedó en manos del Partido Regeneracionista, primero bajo António José de Ávila (1807-1881) y luego bajo el Marqués de Sá da Bandeira, que había creado su propio partido, el Partido Reformista. Finalmente, el gobierno pasó a manos del Marqués de Loulé, que fue derrocado por un golpe del octogenario Duque de Saldanha. El septuagenario Sá da Bandeira terminó con el último gobierno de Saldanha y convocó elecciones.

### Fontismo

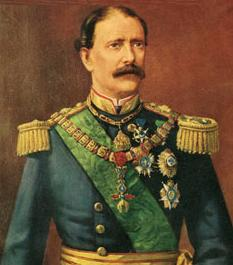
Fontes Pereira de Melo.

El nuevo gobierno estaba dirigido por Fontes Pereira de Melo del partido Regeneracionista y duró hasta 1877, el más duradero de este período. El gobierno de Fontes de Melo fue uno de los grandes impulsores de la industrialización. 
Mientras tanto fallecieron varos de los políticos portugueses más importantes del siglo XIX: 1874, Joaquim António de Aguiar; en 1875, el conde de Loulé; y en 1876 el marqués de Sá da Bandeira y el duque de Saldanha. Con la muerte de Sa da Bandeira desapareció el partido que él mismo había fundado el Partido Reformista, una escisión del partido Histórico, base de su existencia. El partido Reformista se unió al Histórico para formar el Partido Progresista. Anselmo José Braamcamp se convertiría en el portavoz del nuevo partido. En estos años se fundó también el Partido Republicano. La declaración en España de la república (1873) influyó en el Partido Republicano portugués y empezaron las primeras revueltas antimonárquicas. 
Entre 1877 y 1878 Fontes de Melo tuvo que entregar el gobierno a António José da Ávila (oficialmente debido a una enfermedad, aunque los historiadores apuntan que fue debido a las críticas que recibió su gobierno). La vuelta de Fontes Pereira de Melo, en enero de 1878, aumentó el descontento de los progresistas contra el primer ministro y también contra el propio rey Luis I. En las elecciones de noviembre de 1878 ganó el partido progresista y, por primera vez, entraron diputados republicanos en la Asamblea Portuguesa.  
Tras un escándalo, provocado por las relaciones entre el ministro de finanzas y el banco de Ultramar, el gobierno de Fontes de Melo cayó el 29 de mayo de 1879. Los progresistas subieron por primera vez al poder, siguiendo el sistema de turnismo, pero ahora el turno era entre el partido Regeneracionista y el Partido Progresista. Los progresistas llevaron a cabo grandes reformas entre ellas la constitucional, la descentralización y nuevo sistema electoral, así como reformas en materia fiscal. 
El partido Regeneracionista se encuentra en una oposición sin compromiso ante el nuevo gobierno, Fontes Pereira de Melo llevó a cabo una moción de censura en 1881 para volver a convertirse en jefe del gobierno. El 16 de septiembre de 1885 falleció el jefe del partido Progresista, Baamcamp, y le sucede José Luciano de Castro. Cuando el gobierno de Fontes Pereira de Melo tuvo que retirarse en febrero de 1886, debido a un escándalo sobre fiscalidad, José Luciano de Castro asumió el poder.
En 1887 murió Fontes Pereira de Melo. António Serpa se convirtió en el sucesor de Pereira de Melo. En las elecciones parlamentarias que tuvieron lugar ese mismo año, los republicanos lograron dos diputados. En las elecciones de 1888, sale elegido diputado al que sería primer presidente de la repúblioca portuguesa Teófilo Braga.
En 1889 fallece el rey y su hijo Carlos I ocupa el trono de Portugal.

### La Crisis colonial y la crisis económica
Durante el siguiente periodo de la historia portuguesa, crece de nuevo el interés por las posesiones de ultramar, especialmente las colonias africanas. En la Conferencia de Berlín de 1884, se dispuso que el ejercicio del control real y la soberanía sobre las posesiones en África se basaría en la decisión que tomaran las potencias coloniales.
Portugal acudió a la Conferencia en 1887 con un plan (el llamado Plan de la Rosa) que aspiraba a unir sus dos colonias del África meridional (Mozambique y Angola) mediante un corredor, lo que chocaba con los intereses británicos, que aspiraban a crear un corredor desde Egipto hasta Sudáfrica. El ejército portugués comenzó a ocupar territorios fuera de sus colonias para cumplir con el plan de la metrópoli. Gran Bretaña protestó enérgicamente contra estas ocupaciones.
A principios de 1890 el gobierno británico dio ultimátum a Portugal, que exigía la retirada de las tropas portuguesas de los territorios ocupados entre las colonias de Angola y Mozambique. En esta situación, Carlos I nombra a António Serpa Pimentel, del Partido Regeneracionista, jefe del gobierno. El plan de la Rosa había creado una ola de nacionalismo portugués que impregnaba la política colonial. El enfado de la población se hizo visible tras el ultimátum británico. 
La cuestión de las colonias africanas llevó a una crisis política. Tras largas negociaciones, se firmó el Tratado de Londres, en el que se fijaron las fronteras de Mozambique y Angola con las posesiones británicas. Cuando el gobierno sometió el tratado al Parlamento a ratificación, este entiendió que Portugal se rendía al ultimátum británico. La culpa de la derrota política no se achacó sólo al gobierno, sino también a la monarquía, de tal forma que el rey tuvo que intervenir directamente en la política nacional. En consecuencia, la oposición republicana se hizo más fuerte. El estudiante António José de Almeida, que luego se convertiría en presidente de la república, publicó un artículo contra la monarquía titulado “Braganza, la última“. En el libro "Finis Patriae" de Guerra Junqueiro se hacen mofas sobre el rey. Se sucedieron varias protestas, logrando la oposición que no saliera ninguna propuesta del Parlamento. Serpa Pimentel se retiró y el rey nombró un nuevo gobierno, que apenas duró. 
Entre 1890 y 1893 se sucedieron varios gobiernos inestables. Las elecciones parlamentarias de marzo de 1890 tuvieron un resultado sangriento: diez muertos y 40 heridos. Los republicanos obtuvieron tres escaños, todos por Lisboa. En 1890 se celebró por primera vez el día del Trabajo en Portugal. A principios de 1891 tuvo lugar un levantamiento republicano en Oporto que proclamó la república. La revuelta pudo ser sofocada.
Mientras tanto, los problemas económicos cada vez eran más grandes. Portugal vio aumentada su dependencia frente a potencias extranjeras. La moneda se devauló fuertemente mientras que la hacienda real cada vez caía más. Esto provocó un aumento de las corrientes republicanas y socialistas. La situación financiera del país cada vez era más delicada. Tras la independencia de Brasil, se había perdido la principal fuente de ingresos del país ya que las colonias africanas no podían suplir la falta de ingresos. Portugal, pese a que había habido intentos de industrialización, seguía siendo un país eminentemente rural. El 7 de mayo de 1891 se produjo la bancarrota del estado. El valor de los billetes portugueses cayó un 10 %. La bancarrota del estado implicó que la popularidad del rey y del estado portugués cayera entre la población. La soberanía portuguesa se vio limitada (en 1901 el rey impuso un poder de veto para Inglaterra, Francia y Alemania a cambio de dinero para mantener la hacienda). Se propusieron varios planes para recuperar la economía del país. El rey rechazó hasta el 20 % de sus ingresos y en el parlamento se debatió la posibilidad de vender las colonias.
Con el nombramiento de Ernesto Rodolfo Hintze Ribeiro del Partido Regeneracionista como primer ministro en 1893 termina la fase de gobiernos elegidos por el parlamento, el país vuelve al sistema de turnismo entre los dos grandes partidos. Tras Hintze gobernó José Luciano de Castro del partido progresista.
En la política gobernaba el caos, cuantas más elecciones más diputados lograban los republicanos, aunque aún seguían siendo una pequeña minoría en el parlamento. Se intentaron reformas en la ley electoral, para debilitar a los republicanos. A través de una reforma constitucional, que se hizo a través de un real decreto sin contar con la participación del parlamento, el rey quitó poder al parlamento.
En 1899 se firma el Tratado de Windsor, que pone fin a la crisis colonial entre Reino Unido y Portugal. Ambos se reconocen sus posesiones, obligándose Gran Bretaña a respetar las colonias portuguesas pero consiguiendo para sus ejércitos el derecho de paso por territorio portugués africano. Antes de la firma de ese tratado, había habido contactos entre Alemania y el Reino Unido que delimitaban los territorios coloniales alemanes y británicos en el sur de África. En esos acuerdos se presumía que, dada la situación financiera de Portugal, este país se vería obligado a vender sus colonias y, por tanto, comenzaron a repartirse las posesiones portuguesas. Los Estados Unidos, que por entonces estaba en guerra con España, y pretendía ocupar Cuba, Puerto Rico y Filipinas, aspiraba también a ocupar las islas Azores. El Tratado de Windsor terminó con ese peligro, y quedó reforzada la soberanía portuguesa en Angola y Mozambique.

### Enfrentamiento con la Iglesia
Otro asunto que afectaba sobremanera a la política interna de Portugal eran las relaciones con la Iglesia Católica. El proceso de Calmon (1899-1901), salido a la luz tras el alboroto producido a la salida de la misa de la iglesia de la Trinitate, un domingo de febrero de 1901. Rosa, una joven de 32 años, hija del cónsul brasileño en Oporto, agarrada a una reja de la entrada de la iglesia se negaba a acompañar a sus padres a la casa familiar. Se detectó así que, desde hacía dos años, el cónsul tenía retenida y vigilada a su hija para impedirle que, tal como ella deseaba, ingresase en un convento. Estos hechos dieron lugar a distintas interpretaciones en la prensa, y provocó revueltas anticlericales primero en Oporto, después en Lisboa. Estas revueltas sacaron a la luz el hecho de que, en contra de la legislación vigente, había varios monasterios y conventos en el país. El Partido Regeneracionista, de tendencia anticlerical, reaccionó con el decreto del 18 de abril de 1901 que ordenó el cierre de las casas religiosas dedicadas exclusivamente a la vida monástica. Así mismo se cerró un periódico católico. El apoyo del rey a estas reformas sirvió para que mejorara algo el afecto por la monarquía entre sus súbditos.

### El Francismo
En Oporto, los republicanos vencieron en las elecciones municipales. Esas elecciones fueron declaradas nulas y se repitieron, aunque el resultado no varió. El representante del Partido Regeneracionista y jefe de la oposición, Antonio Serpa Pimentel, murió en 1900, Hintze Ribeiro asumió el liderazgo del partido y el gobierno.
Dentro del Partido Regeneracionista comenzó a haber discrepancias, las cuales se complicaban conforme se complicaba la situación política. Al lado de Hintze Ribeiro se encontraba João Franco el político más prestigioso del partido. En contra de Hintze Ribeiro y sus seguidores, en 1901 João Franco fundó el Partido Regeneracionista Liberal.
Entre 1905 y 1906 la política interior del país volvió a resentirse. El gobierno prohibió unas publicaciones republicanas y como reacción hubo protestas callejeras y alzamientos. Cuando el presidente francés visitó el país, fue recibido por una gran manifestación de republicanos. Los progresistas y los regeneracionistas firmaron un acuerdo de paz, para poder terminar, junto con el rey, con los alzamientos republicanos. Tanto Luciano de Castro del partido progresista como Hintze Ribeiro del regeneracionista fueron presidentes del gobierno durante ese año pero no fueron capaces de controlar los alzamientos.
En 1906 el rey llamó a João Franco para ser presidente del gobierno. Franco fue el último primer ministro de la monarquía portuguesa que tuvo algo de importancia. Su gobierno se denominó "Francismo" en el contexto de la historia de Portugal.

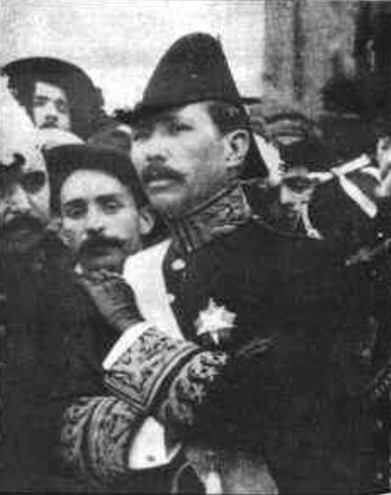
João Franco, uno de los últimos jefes de gobierno de la monarquía portuguesa.

El nuevo primer ministro intentó desde el gobierno acercar al rey al pueblo. Su divisa de gobierno sería “Tolerancia y Libertad, eso es lo que debe asumir el pueblo a través del gobierno del rey”. Una de las primeras acciones del nuevo gobierno fue una gran amnistía, de la que resultaron beneficiados muchos republicanos encarcelados por publicaciones contra del rey. El jefe de los republicanos, Bernardino Machado, pudo dar un discurso en público, sin que la policía se lo impidiera. El rey intentó mejorar su imagen trabajando en el gobierno y comenzó a asistir a los consejos de ministros. En las elecciones de 1906 el gobierno logró una mayoría, aunque no se logró integrar a los republicanos en la política del país. Mientras, desde un escaño, un diputado republicano, Afonso Costa dijo: “Por menos de lo que nos ha hecho el rey Carlos, en Francia perdió la cabeza Luis XVI”. Con esto se rompieron las relaciones entre los republicanos y el gobierno. Los republicanos son expulsados tres meses del parlamento. En las manifestaciones, en las cuales se apoyaba a Afonso Costa, se apresa a 63 personas. En Oporto se reúnen 12 mil personas en un gran congreso republicano. 45 mil personas firman una petición, en la que se solicitaba la vuelta de los republicanos al parlamento, lo que tuvo lugar el 21 de diciembre de 1906. En 1907 se dictó una nueva ley de prensa que instauraba la censura. El 8 de mayo de 1907 Franco comienza a gobernar de forma dictatorial, también a través de un decreto en el que no participó el parlamento. Los disidentes dentro del Partido Regeneracionista se unen a los republicanos. A principios de enero de 1908, se detiene y juzga a muchos dirigentes republicanos y disidentes regeneracionistas. Franco solicita y obtiene del rey un decreto, en el que se dicta la deportación de los republicanos a las colonias de ultramar.

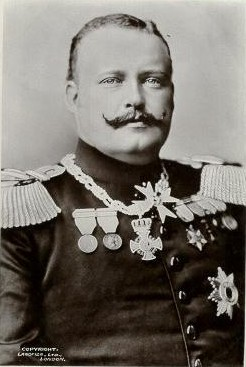
El rey Carlos I de Portugal muere de un tiro en Lisboa en 1908.

El 1 de febrero de 1908 mueren el rey y su heredero en un atentado en la Praça do Comércio de Lisboa.

### El fin de la monarquía
Manuel II (1889-1932), el hijo pequeño del rey asesinado, asciende al trono con 18 años. Sería el último rey de Portugal. El rey no pudo mantener la monarquía en Portugal. La primera medida que tomó fue destituir a João Franco, al que acusó de haber tenido que ver en el asesinato de su padre y de su hermano. Nombró al almirante Ferreira do Amaral como primer ministro, que intentó, con una serie de medidas liberales, calmar la situación. A esta política se la llamó en Portugal la "Politica de Acalmação". Con ello se repitieron muchos de los procesos que habían tenido lugar bajo el mandato de Franco y se abrieron periódicos prohibidos. También se dictó una amnistía general. Las cortes se disolvieron y se convocaron elecciones. Los republicanos lograron vencer en las elecciones municipales de Lisboa.

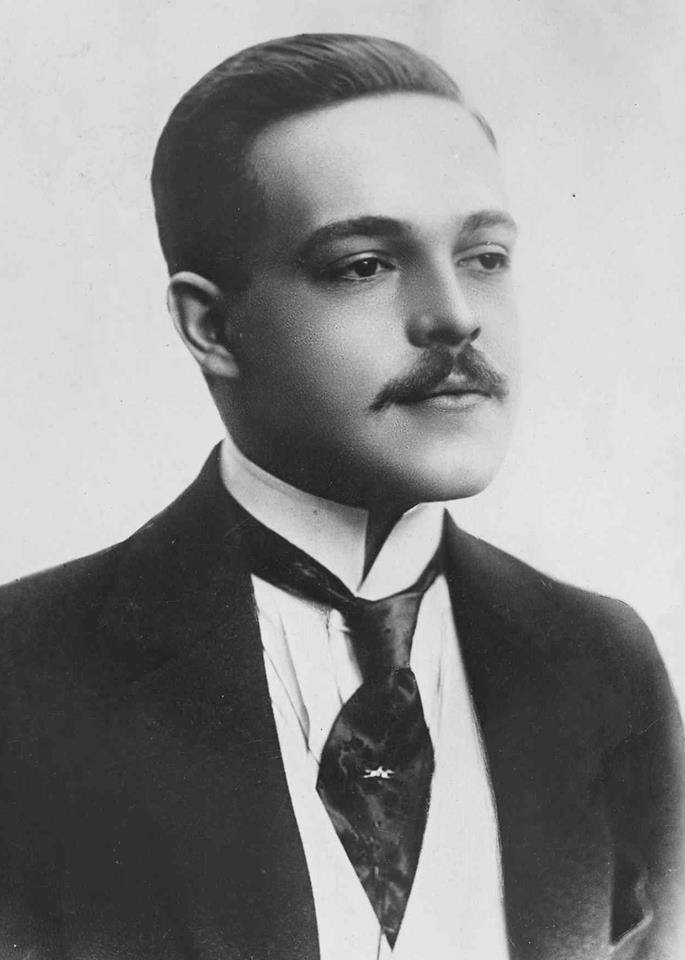
Manuel II el último rey de Portugal.

La monarquía portuguesa tendría otros 6 primeros ministros en los últimos 2 años de existencia. Los monárquicos estaban muy divididos. A finales de 1909 el Partido Regeneracionista se divide en dos facciones. El mismo año, en un congreso general republicano se impuso el área radical y su tesis de la revolución armada como objetivo del partido. En 1910 Miguel Bombarda, un psiquiatra y cabecilla del movimiento republicano es asesinado por un paciente. Aunque el suceso no tenía connotaciones políticas, se produjeron levantamientos en Lisboa y en las grandes ciudades del país. Dos días más tarde del suceso se instauró un gobierno provisional a nombre del republicano Teófilo Braga. El 6 de octubre de 1910 se proclama la República Portuguesa en Oporto. Un día antes, el rey había marchado al exilio en Inglaterra. La monarquía portuguesa, que había comenzado en 1139 cuando Afonso Henriques tomó el título de rey, terminaba 771 años después.
En 1932, después de la muerte del último rey de Portugal, una hija bastarda del rey Carlos I (1863-1908) y por lo tanto supuestamente hermana del rey Manuel II, conocida como María Pía de Sajonia-Coburgo Gotha y Braganza (1907-1995), de acuerdo con el texto de las Cortes de Lamego que decía que "si el Rey muere sin hijos, en el caso de tener hermano este poseerá el reino en su vida", reclamó el título de Duquesa de Braganza (por la rama constitucional) y defendió ser la legítima reina de Portugal.